# میدلند (کانزاس)
میدلند (به انگلیسی: Midland) یک منطقهٔ مسکونی در ایالات متحده آمریکا است که در شهرستان داگلاس، کانزاس واقع شده‌است. میدلند ۲۵۶ متر بالاتر از سطح دریا واقع شده‌است.